# Chwalibożyce

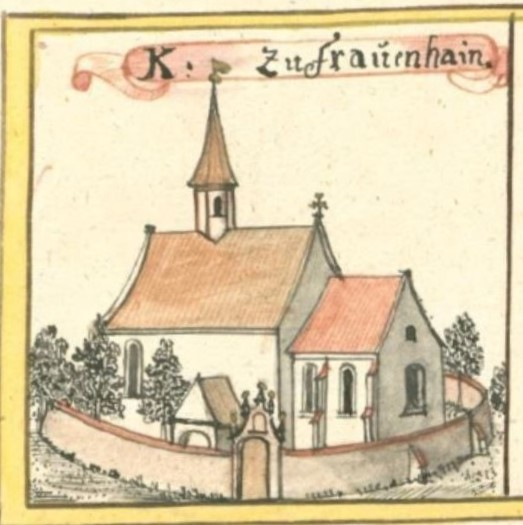
Kościół w Chwalibożycach

Chwalibożyce (niem. Frauenhain) – wieś w Polsce położona w województwie dolnośląskim, w powiecie oławskim, w gminie Oława.

## Podział administracyjny
W latach 1975–1998 miejscowość administracyjnie należała do województwa wrocławskiego.

## Krótki opis
W miejscowości znajduje się około 90 budynków mieszkalnych. Kościół rzymskokatolicki pod wezwaniem św. Antoniego należący do parafii Osiek. Ponadto we wsi jest jeden sklep spożywczy, świetlica wiejska, Szkoła Podstawowa oraz Niepubliczny Zespół Wychowania Przedszkolnego.

## Sport i rekreacja
Obok szkoły znajduje się boisko sportowe wyposażone w sztuczne oświetlenie. Boisko powstało przy udziale byłych i obecnych członków lokalnego klubu piłki nożnej LZS Burza-Dombud Chwalibożyce. Zespół ten w latach 2013-2016 występował w klasie okręgowej: grupa Wrocław. Pierwszy sezon na tym szczeblu rozgrywek LZS Burza-Dombud Chwalibożyce zakończył na wysokim 5. miejscu, wśród 16 rywalizujących drużyn.

## Zabytki
Do wojewódzkiego rejestru zabytków wpisany jest:
- kościół filialny pw. św. Antoniego, z XIII w., XV w., XIX w.